# Župnija Dovje
Župnija Dovje je rimskokatoliška teritorialna župnija Dekanije Radovljica Nadškofije Ljubljana.